# Матурско вече (догађај)
Матурско вече, је забава за матуранте. Момци могу бити у полуформалном црном или неформалном оделу, а девојке вечерњим хаљинама. Овај догађај се обично одржава пред крај школске године.
На матурској вечери се могу открити "краљ матуре" и "краљица матуре". Ово су почасне титуле које се додељују ученицима који су изабрани на гласању у целој школи пре матуре. Краљици и краљу матуре могу се дати круне за ношење.
Слични догађаји, који могу бити локално инспирисани баловима дебитаната, одржавају се у многим другим деловима света. У Канади се често користе термини „формално“ и „Град“, док се у Аустралији и Новом Зеланду термини „школска свечаност“ и „бал“ најчешће користе за прилике које су еквивалентне америчкој матурској вечери, а догађај се обично одржава за ученике 12. разреда, иако до додељивања краљевских титула не долази. Многе школе одржавају свечану матуру за ученике који завршавају на крају године уместо или као формални. У Ирској се може одржати и дебитантски бал. У Пољској и Литванији средње школе организују „студниовку“. Термин „матурско славље“ постао је чешћи у Уједињеном Краљевству и Канади због утицаја америчких филмова и телевизијских емисија, као што је Бриљантин. У Јужној Африци, овај догађај је надалеко познат као матрични плес јер се ученици 12. године школе називају матричним ученицима. У Јужној Азији, његов еквивалент је опроштајна забава.

## У Сједињеним Америчким Државама

### Историја
У првим данима матуре у средњој школи, ноћни плес је имао функцију сличну балу дебитаната. Ране матурске вечери биле су прва времена: први друштвени догађај за тинејџере; први пут излазак породичним аутомобилом након мрака; прва права афера облачења; и тако даље. Матурске вечери су такође служиле као веома документована прилика, слична прекретници попут прве причести или венчања, у којој су учесници чинили важан корак у нову фазу у свом животу. Ранијих дана, матура је можда служила и као најава веридби за 'најбољи пар'.
Док средњошколски годишњаци нису почели да покривају матурске вечере и укључују слике са матуре све до 1930-их и 1940-их, историчари, укључујући Меган Брец, верују да су матурске вечери можда постојале на колеџима још крајем 19. века. Дневник студента на Амхерст колеџу из 1894. говори о позиву и одласку на рано матурско плес у суседни колеџ Смит за жене. Матура у то време можда је била само фенси опис за обичан плес млађих или старијих разреда, али матурско је убрзо за средњошколце попримило значајније од живота.
Матуре су постепено напредовале од факултетских окупљања до средњошколских екстраваганција. Почетком 20. века, матура је била једноставан плес уз чај. Током 1920-их и 1930-их, матура се проширила на годишњи банкет на којем су ученици носили одећу за забаву и плесали након тога. Како су Американци 1950-их стекли више новца и слободног времена, матурске вечери су постале екстравагантније и разрађеније, налик данашњим матурама. Фискултурна сала у средњој школи је можда била прихватљиво окружење за плесове, постепено су се преселиле у хотелске дворане и сеоске клубове. Конкуренција је цветала, док су тинејџери тежили да имају најбољу хаљину, најбољи начин превоза и најлепши састанак. Конкуренција за матурски двор се такође појачала, јер је именовање краљице матуре постало важно одликовање популарности. На неки начин, матура је постала врхунац друштвеног живота средњошколца.
Данас матура и даље представља запажен догађај у друштвеној клими средњих школа. Популарни филмови и романи сведоче о важности тема матуре, датума матуре и краљица матуре. У неким областима, традиција матуре није тако крута као некада, са многим студентима који похађају као појединци или у групама уместо као парови. Године 1975, прва ћерка САД Сузан Форд одржала је матурско вече у источној соби Беле куће.

### Одећа
Традиционално, дечаци се облаче у црну или белу свечану одећу, често у смокинге без обзира на време догађаја, понекад упарени са краватама или лептир машнама са прслуцима или нараменицама, у неким случајевима у бојама које одговарају хаљини њихове пратиље
Традиционално, девојке носе хаљине или тоалете и украшавају се женским накитом као што су минђуше и огрлица. Традиционално, девојке носе парфеме и шминку попут сенки, кармина, маскаре и руменила. Девојке такође традиционално носе корсаж, који им дају њихови датуми, а девојке дају дечацима одговарајуће цвеће за ношење на реверима.
До 2000-их, одећа коју девојке носе на матурској вечери постала је све откривајућа због утицаја познатих личности и масовне културе.

### Логистика и традиција
Полазници матуре могу бити ограничени од стране њихових школа да буду јуниори или сениори и гости млађи од 21 године  Пре матуре, девојке се обично намештају фризуру, често у групама као друштвена активност у салону. Матурски парови се затим окупљају у парку, башти или својој кући и кућама својих пратилаца ради појединачних и групних фотографија. Полазници матуре могу изнајмити лимузине  или аутобусе за забаву  за превоз група пријатеља од својих домова до места одржавања матуре. Неке школе одржавају своје матурске вечере у хотелским балским салама, банкет салама или другим местима где се обично одржавају венчања. Сам плес може имати бенд или диск џокеја. На матурској вечери се може послужити оброк. Почетком 21. века, матура је постала посао вредан више милијарди долара у Сједињеним Државама, при чему свака породица троши стотине до чак хиљаде долара за ту прилику.
Неке средње школе дозвољавају само матурантима да имају матуру. Неке школе такође дозвољавају да ученици 11. разреда имају матуру, а у неким случајевима постоји комбинована матура за млађе и старије. Неке америчке средње школе које не дозвољавају плесове спонзорисане од стране школе ће угостити матурско вече као банкет уместо плеса. Обично се студенти и даље облаче у формалну одећу и похађају их као парови. Последњих година, амерички тинејџери су почели да позивају познате личности или познате манекенке на матурско вече.

## У Уједињеном Краљевству
У Уједињеном Краљевству пре 2000-их, многе средње школе су одржавале догађаје као што је летњи бал за прославу краја семестра или бал матураната како би се прославио крај школовања, али они обично нису имали културни или друштвени значај матурске вечери у америчком стилу.
Током 1970-их, школске дискотеке су биле још једна традиција полуформалних догађаја који су се одржавали у различито доба године, посебно током божићног периода, иако све средње школе нису дозвољавале такве догађаје.

Током 2000-их, школске матуре су постале уобичајене у школама у Великој Британији, очигледно због утицаја америчких ТВ серија. The Daily Telegraph је 2012. објавио да:
| „ | елабориране прославе 'прослављања' за ученике 11. разреда (15-16 година) и 12. разреда (16-17 година) постале су културни феномен, распирујући страсти и ривалства, и преобликујући осећај онога што школска забава треба да буде. Више од 85 одсто школа у Британији одржава школске матурске вечере, које се крећу од једноставних вечера у школским ходницима до екстраваганције по мери у хотелима са пет звездица са додацима као што су комбији за сладолед и кабине за фотографисање. | ” |

Школе у Енглеској, Велсу и Северној Ирској углавном одржавају матуру, или формалну школу, на крају средњег образовања.
У Шкотској се обично одржава тек на крају С6 (17/18 година) јер све средње школе у Шкотској имају ученике до 18 година, док другде у Великој Британији многи ученици морају да иду на колеџ. Матурске вечери се обично одржавају у јуну, након испита на крају године, иако се у Северној Ирској обично одржавају у зимском периоду пред почетак школске године. На шкотским свечаним догађајима, дечаци обично носе килтове (килтови се такође често виђају у другим келтским регионима), а  одећа се често распродаје у областима у ово доба године због потражње на школским догађајима. Такође у Шкотској, уобичајено је да се традиционални шкотски сеоски плес (део наставног плана и програма свих средњих школа) укључи.

## Матурске вечери у свету

### Европа

#### Албанија
У Албанији, "mbrëmja e maturës", као матурско вече, је догађај који се одржава на крају апсолвентске године. Свака школа га организује самостално, а догађај се обично одржава у јуну или јулу.

#### Бугарска
У Бугарској се бал зове абитуриентски бал и одржава се на крају 12. разреда, са 18/19 година. Припреме за бал почињу на крају 11. разреда, јер ученици треба да организују цео догађај. Дешава се у мају, углавном 23., 24. или 25. по завршетку испита. Ученици могу донети датум на догађај који се обично одржава у ресторану или клубу. Обично се пре главног догађаја прави велики скуп испред зграде гимназије, где матуранти броје до 12 и фотографишу се једни са другима пре одласка у ресторан. На главном догађају у ресторану/хотелу музика је, обично поп и ретро. Ђаци могу слободно да плешу са ким желе, чак и ако су дошли са изласком. Понекад су позвани и директор школе и наставници 12. разреда. Обично се одржава афтерпарти у плесном клубу. Неки људи чак организују и другу афтерпарти. Након матурске вечери, студенти обично иду заједно на екскурзију од 3 до 5 дана. Популарне дестинације су обала Црног мора и Турска. Догађај се често повезује са прекомерним пићем, дрогом, сексом и раскошним стилом облачења и парадирања (постоје породице које би потрошиле чак и годишњу плату на ноћ свог сина или ћерке). Медији то редовно критикују, осуђујући декаденцију морала.

#### Чешка
У Чешкој, последња година у Гимназији се прославља матуритни плесом. Овај бал се одржава пре полагања испита, обично у јануару или фебруару, традиционалној сезони за балове током Фашинга. Обично су лопте формалне, али су укључени и модерни елементи. Ученици позивају своје родитеље, другу родбину и пријатеље да дођу са њима на бал. Балови обично имају тему и часови изводе кореографске плесне рутине на почетку или током вечери. Ученици добијају и ленту. Уобичајено је да су различити уметници позвани да наступају на балу, од извођача ватреног шоуа до познатих личности. У поноћ, часови изводе „представу изненађења у поноћ“ – обично неку врсту смешног чина. Понекад неколико школа организује заједнички догађај. Приход се често користи за финансирање колективног путовања студената након испита.

#### Бивша Југославија
У Босни, Хрватској, Србији и Северној Македонији матурско вече је манифестација која се одржава на крају апсолвентске године.

#### Словенија
У Словенији је еквивалент Матурантски плес. Одржава се пре завршних испита између јануара и маја, у зависности од региона и школе. Ученици могу довести пратиоце и/или блиску породицу на бал. Обичај је да сваки ученик плеше последњи плес прве секвенце, бечки валцер, са својом мајком/њеним оцем. Ту је и вечера и жива музика.

## Кућне матуре
Последњих година реализован је концепт проширења матуре на ученике које уче код куће. Иако неки школски окрузи у Сједињеним Државама и Канади дозвољавају ученицима које уче код куће да присуствују матурској вечери у школском округу у којем живе, многе групе кућних школа такође организују своје матуре. Неке државе, као што је Орегон, Охајо, Џорџија, Тенеси и Мичиген такође су домаћини матурских вечери у целој држави, на које сваки ученик у тој држави може да присуствује.
Кућне матуре се могу понекад значајно разликовати од традиционалних матурских вечери. Није неуобичајено да ученик код куће похађа матурско вече самостално. Често музику бирају родитељи, а не ученици.

## Контроверзе
Матурске вечери су биле извор многих контроверзи, од којих многе укључују ђаке ЛГБТ популације.
- Током Макартијеве ере „школе су постале намењене одржавању сексуалног односа младих. У ствари, школе су постале фундаментално важне агенције у националној кампањи за борбу против хомосексуализма“. Овај став је даље промовисао хетеронормативне праксе као што је именовање краља матуре и краљице матуре, захтевајући строгу усклађеност полова у облачењу, итд.[18]
- Године 2002, геј тинејџеру Марку Холу забрањено је да води свог партнера на плес у средњој школи; Хол је тужио школски одбор и победио.[19]
- Године 2009. Тајлер Фрост је суспендован јер је присуствовао матурској вечери своје девојке, јер је његова хришћанска средња школа забрањивала плес.[20] Иако је директор Фростове школе потписао папир којим је Фрост дозвољавао да присуствује матурској вечери, рекао је да ће Фрост бити суспендован ако оде, али је Фрост то ипак учинио.
- Ученици Кејти Бијали са ЕДС синдромом 2014. године директорка школе Денис Робертсон није дозволила да иде на матуру јер њене оцене нису биле тако добре као што је потребно и није могла да дипломира.[21] Њено стање је нарушило њену способност да ради школске задатке и питала је директора да ли може да иде као гост, али јој је директор одбио ту опцију. Овај инцидент је резултирао јавном подршком Биали на друштвеним медијима и повећаном свешћу о њеном стању.